# رود موسکوا

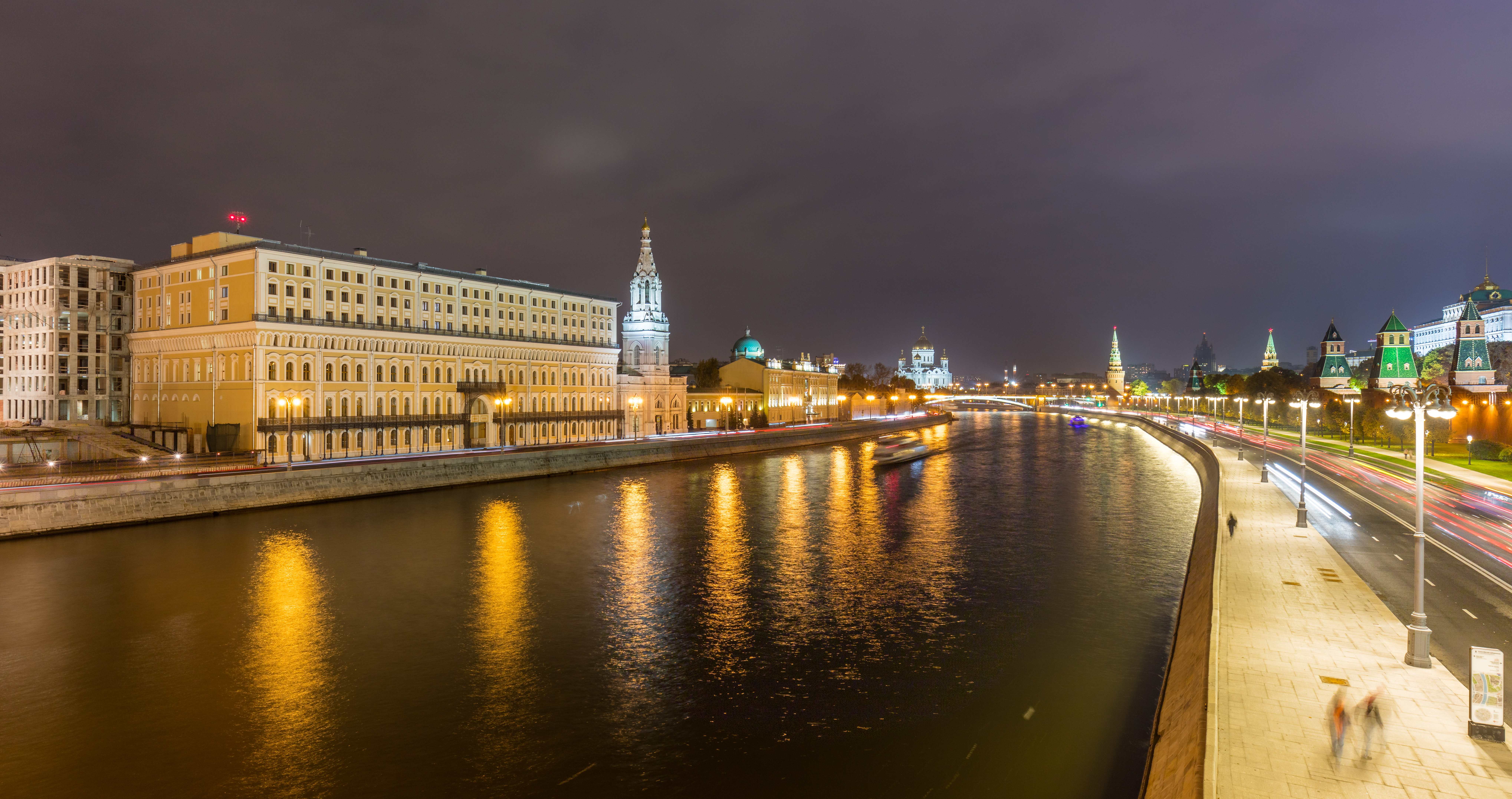
نمایی از رود موسکوا در شب. در سمت چپ نگاره، ساختمان مرکزی شرکت روس‌نفت و در مقابل آن کاخ کرملین قرار دارد.

رود موسکوا (به روسی: Москва-река) رودی در غرب کشور روسیه است که از مرکز شهر مسکو می‌گذرد و به رود اوکا می‌ریزد. این رود از ۱۴۰ کیلومتری باختر مسکو منشأ گرفته و پس از عبور از استان‌های اسمولنسک و مسکو در شهر کولومنا به رود اوکا می‌ریزد و با پیوستن به رود ولگا به دریای کاسپین وارد می‌شود.

## نگارخانه

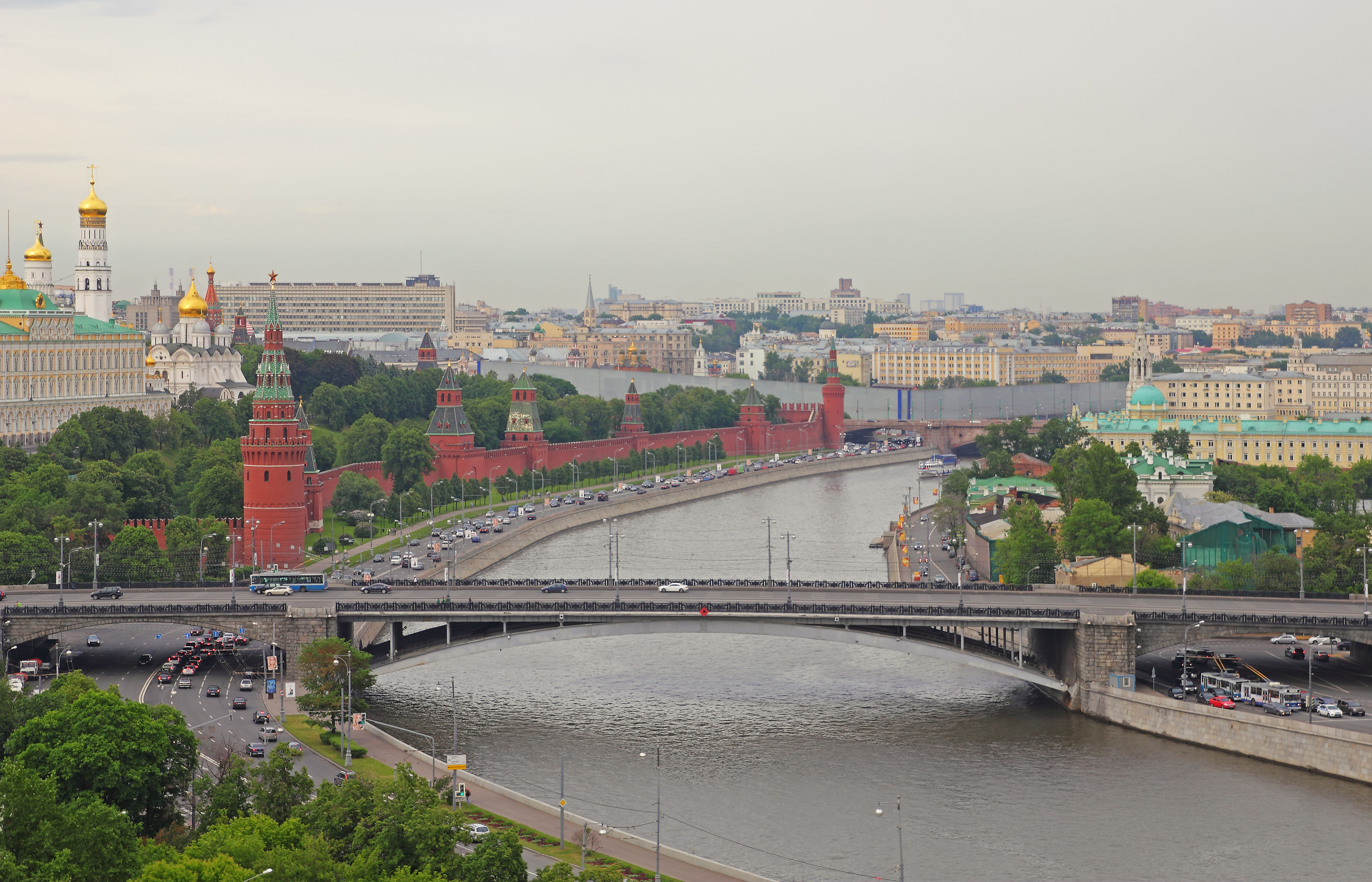
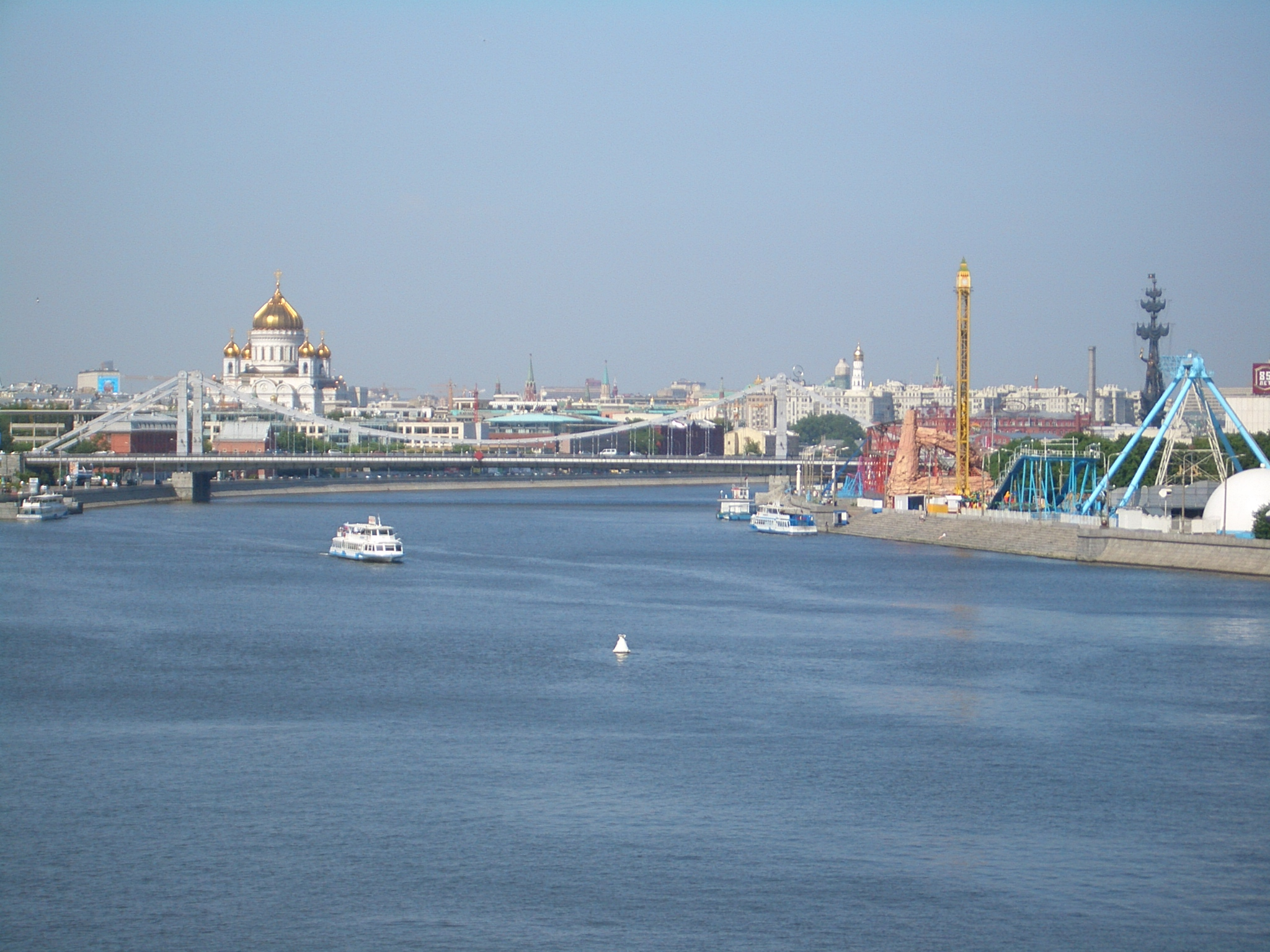
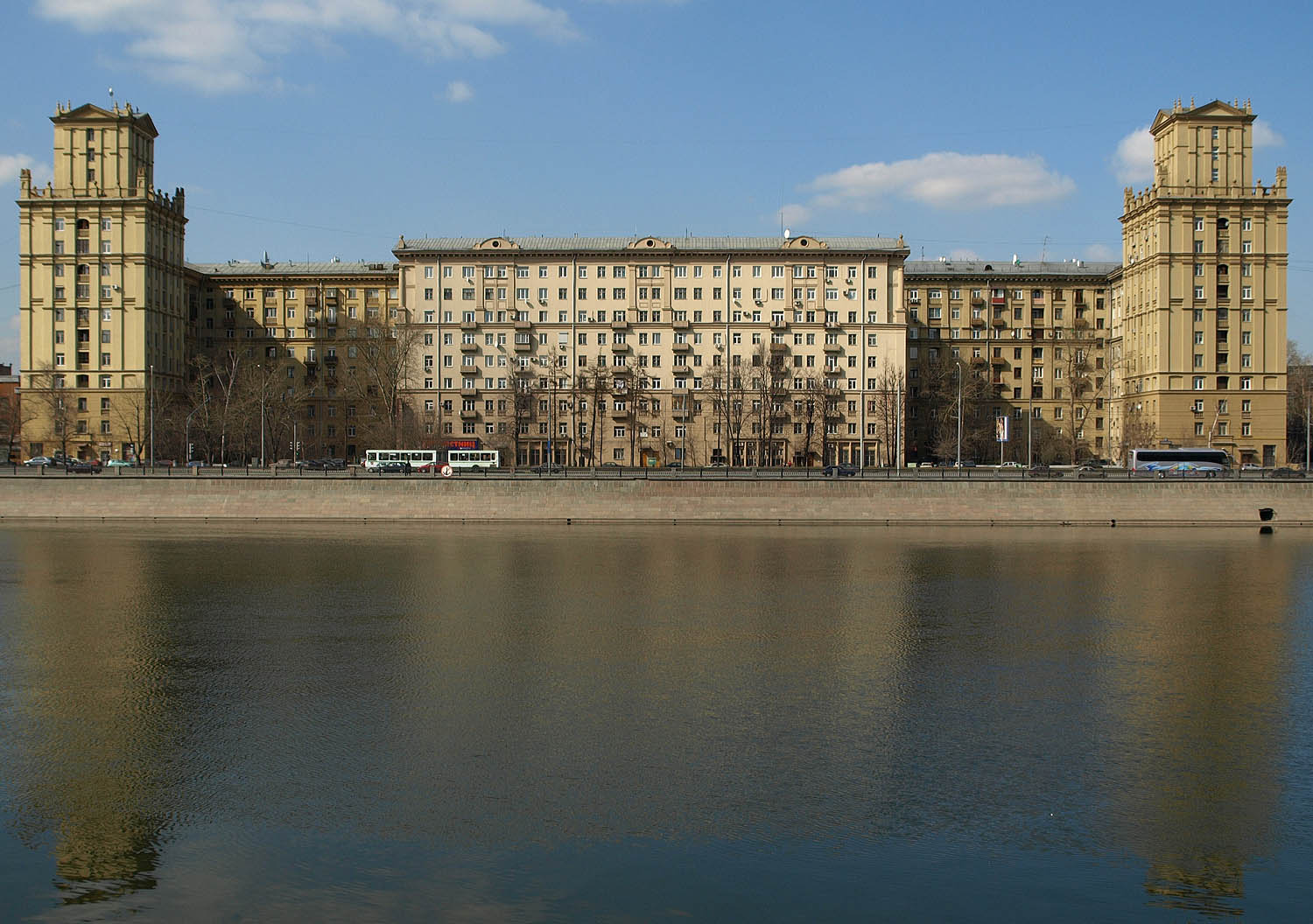
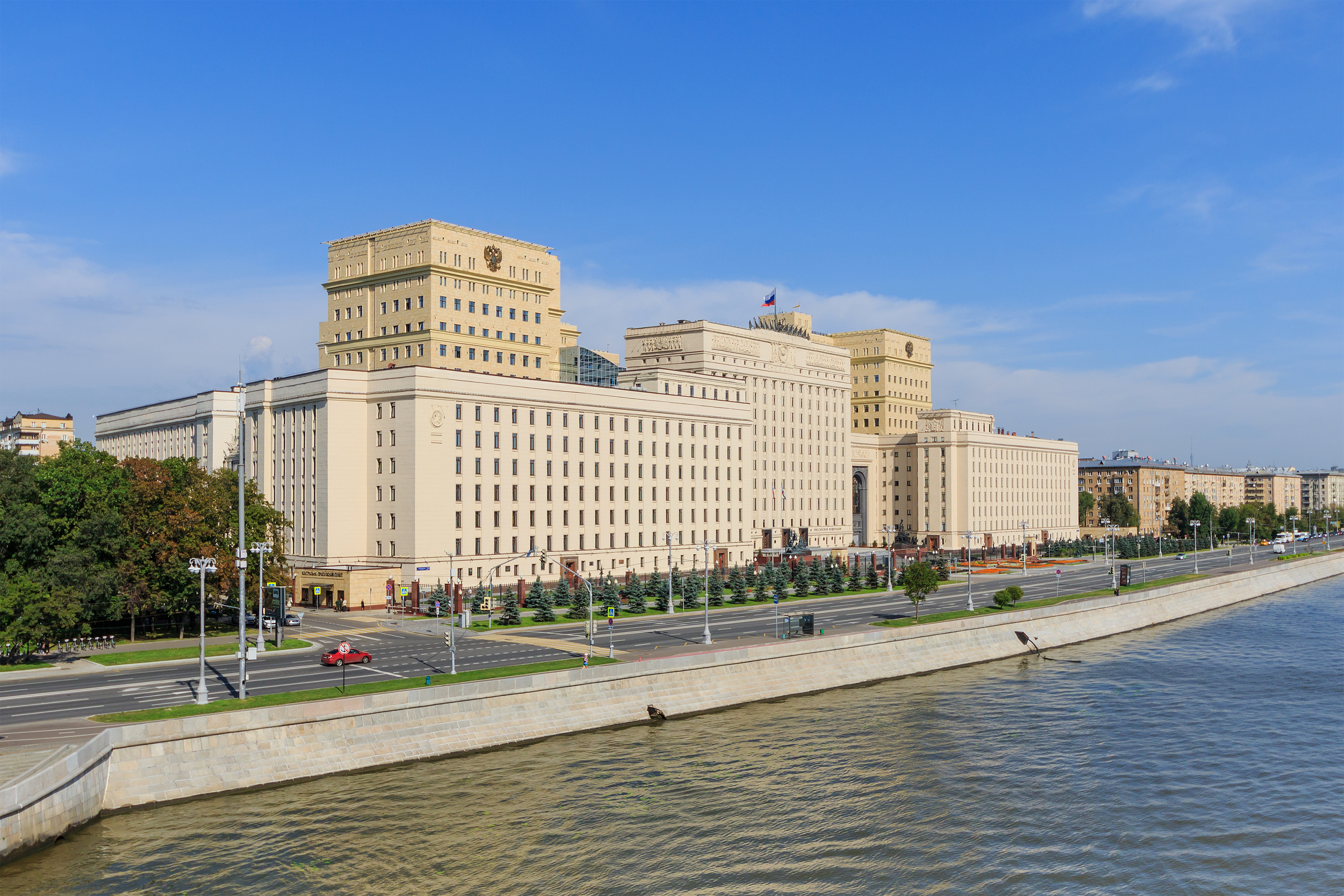
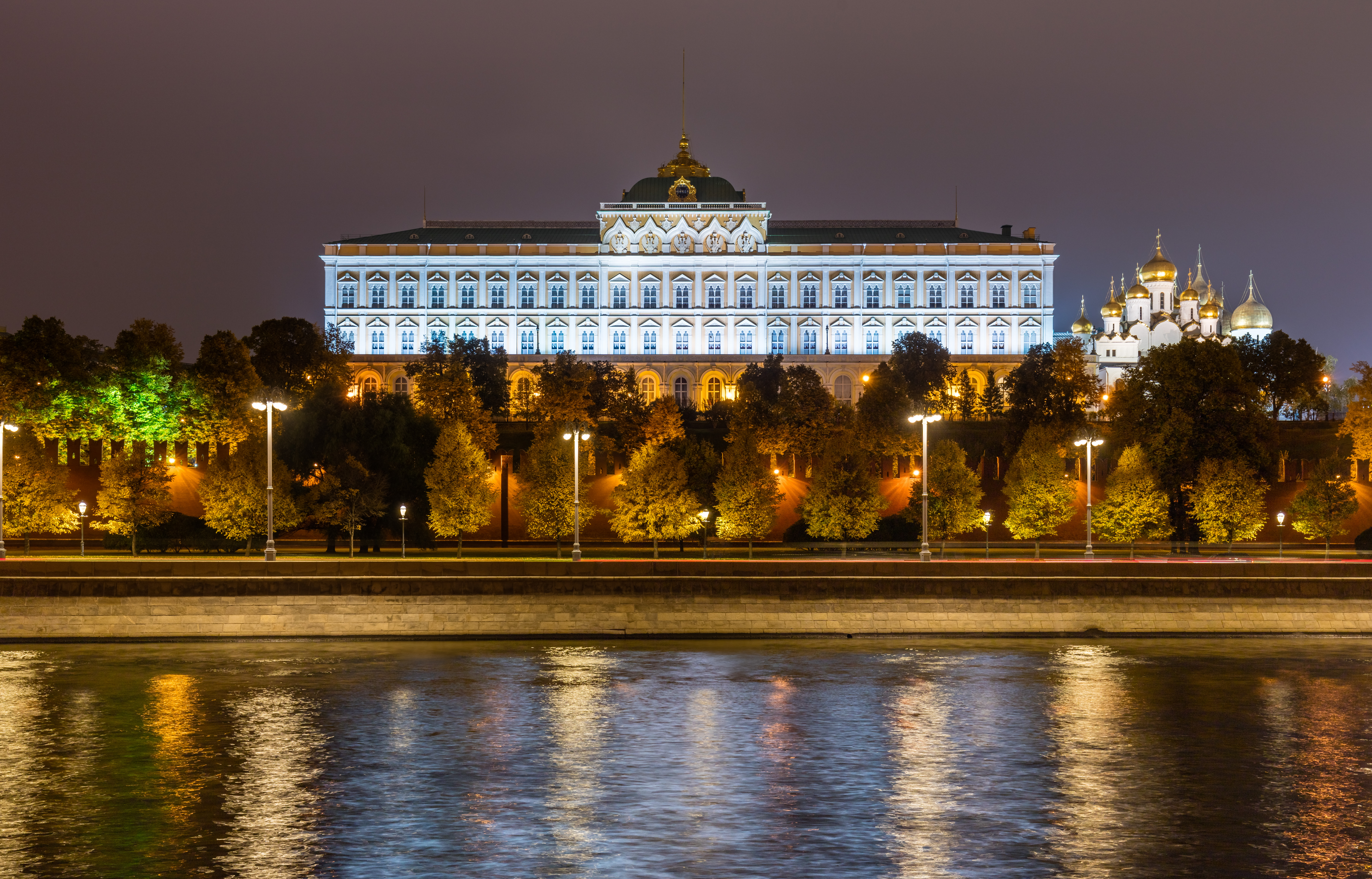
نگاره‌ای از کاخ بزرگ کرملین و رود موسکوا.